# Mazda Takeri Concept
El último concept car de Mazda fue presentado en el Salón del Automóvil de Tokio el 11 de diciembre de 2011. Al igual que los anteriores concepts Shinari y Minagi, el Mazda Takeri sigue la filosofía de diseño Kodo y se inspira en un felino agazapado y preparado para atacar a su presa. Este modelo adelanta las líneas de la nueva berlina media de Mazda. Como el CX-5, el Takeri incorpora la tecnología Skyactiv, lo que se traduce en mejoras aerodinámicas y nuevas motorizaciones, y el i-Eloop, un sistema de freno regenerativo, además de la utilización de aceros de resistencia alta y ultra alta, mucho más ligeros.  